# Västra divisionen

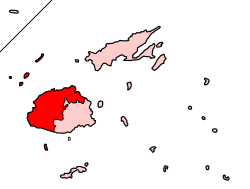
Karta över Fiji med Västra divisionen markerad.

Västra divisionen är en av Fijis fyra divisioner. Den består av tre provinser, Ba, Nadroga-Navosa och Ra.
Huvudstaden i divisionen är Lautoka. Divisionen inkluderar den västra delen av Fijis största ö, Viti Levu, med ett par uteliggande öar, bland annat Yasawaöarna, Viwa, Waya och Velulele. Den har en landgräns med Centrala divisionen på Viti Levu, och sjögränser med Norra divisionen och Östra divisionen.